# Totvs
Totvs S.A. (estilizado como TOTVS - pronúncia tótus) é uma empresa brasileira de software, com sede em São Paulo. A empresa se destaca como líder no mercado de tecnologia para gestão empresarial no Brasil, oferecendo soluções de software em diversas áreas. Além de sistemas de gestão, a TOTVS também fornece serviços relacionados a soluções financeiras e desempenho empresarial. Além disso, a companhia disponibiliza soluções em serviços financeiros e performance empresarial. Com mais de 70 mil clientes de diferentes portes, a companhia atende a organizações em 12 segmentos da economia brasileira, incluindo agropecuária, logística, manufatura, distribuição, varejo, serviços, educação, hotelaria, direito, construção, saúde e serviços financeiros. De acordo com a Fundação Getúlio Vargas (FGV), a TOTVS é reconhecida como líder no mercado de software de gestão no Brasil.
A companhia posiciona-se como uma fornecedora de soluções que vão além do ERP, com investimentos de R$ 3 bilhões em pesquisa e desenvolvimento nos últimos cinco anos, visando atender de forma especializada às necessidades de seus clientes. Com origem no Brasil, a empresa acompanha o crescimento de diversas organizações no país, destacando-se pela proximidade com o mercado local.
A TOTVS detém mais de 55% de participação de mercado no Brasil e está entre as principais empresas da América Latina, com clientes em mais de 40 países. A empresa possui aproximadamente 11 mil funcionários, e ocupa o 18º lugar no ranking das 50 marcas mais valiosas do Brasil, segundo o Kantar BrandZ Brazil. No Brasil, a TOTVS possui 11 franquias consolidadoras, 38 territórios franqueados e mais de 50 escritórios, além de 11 centros de desenvolvimento no Brasil, México e Estados Unidos. A empresa também possui unidades na Argentina, Colômbia, Chile, México e operações na Europa.

## História

### Fundação da SIGA (1969)
Em 1969, Ernesto Mário Haberkorn fundou a SIGA - Sistemas Integrados de Gerência Automática Ltda., um bureau de serviços na área de informática. A SIGA desenvolveu um sistema de gerenciamento empresarial centralizado, com o objetivo de automatizar processos administrativos. A empresa se destacou por suas soluções voltadas para a automação de processos, atendendo a um mercado em crescimento.

### Criação da Microsiga (1978)
Em 1978, Laércio Cosentino iniciou sua trajetória na SIGA como estagiário. Identificando o potencial do mercado de microcomputadores, que começava a se popularizar na década de 1980, Cosentino propôs a Haberkorn a criação de uma nova empresa focada em softwares para microcomputadores. Em setembro de 1983, a parceria resultou na fundação da Microsiga Software S.A., com o objetivo de desenvolver soluções de gestão empresarial integradas, acessíveis para pequenas e médias empresas que utilizavam microcomputadores. Cada um dos sócios detinha 50% de participação na nova empresa, e Cosentino assumiu sua gestão.

### Expansão nacional e internacionalização (1990)
Em 1990, a Microsiga iniciou um plano de expansão utilizando um modelo de franquias, um movimento pioneiro no setor de tecnologia. O projeto, denominado "Tratado de Tordesilhas", visava expandir rapidamente a presença da empresa no Brasil. Entre 1989 e 1999, a empresa implementou esse modelo em diversas regiões, com as primeiras franquias abertas nas cidades do Rio de Janeiro, Belo Horizonte, Recife e Porto Alegre. A experiência com franquias no Brasil também foi expandida para o mercado internacional, com a abertura de franquias em países como Paraguai e Chile, consolidando o modelo como uma estratégia de crescimento fora do país.
Em 1992, a sede da Microsiga foi transferida do bairro de Perdizes para um imóvel na Avenida Braz Leme, na zona norte de São Paulo. Esse evento marcou o início da integração da empresa com a comunidade local, com a implementação de ações voltadas à conservação e manutenção das áreas públicas da região como a responsabilidade pela limpeza e manutenção de 24.150 m², abrangendo toda a extensão da Avenida Braz Leme sob jurisdição da Subprefeitura Casa Verde/Cachoeirinha, desde a Ponte da Casa Verde até a Rua Maria Curupaiti. O projeto de conservação para a melhoria do ambiente urbano continua em andamento até os dias atuais.
Em 1996, a Microsiga tornou-se a primeira empresa brasileira de software a conquistar a certificação ISO 9001, recebendo o certificado de qualidade pelo processo de Ciclo de Vida dos softwares desenvolvidos pela empresa.
Em 1997, a empresa deu início ao seu processo de internacionalização, com a abertura de uma filial na Argentina. Dando continuidade ao projeto de expansão, a recém inaugurada filial na Argentina, intermediou entre os anos de 1997 e 2003, a abertura de novas franquias no Chile, Paraguai e Uruguai.

### Lançamento do Protheus e evolução tecnológica (1998)
Em 1998, a Microsiga lançou oficialmente o sistema Protheus ao mercado. No mesmo ano, foi fundado o Instituto Microsiga, entidade dedicada à promoção de formação profissional gratuita e ao apoio à empregabilidade de jovens e pessoas com deficiência, que, atualmente, é conhecido como Instituto da Oportunidade Social (IOS).
Em 1999, a empresa lançou o Advanced Protheus 5 (AP 5), um software ERP que sucedeu o Siga Advanced. O ano também foi marcado por um private equity, modalidade de investimento em empresas não listadas no mercado de capitais, com a chegada do fundo estadunidense Advent International Corporation, que adquiriu 25% das ações da Microsiga. No mesmo ano, a empresa lançou oficialmente a linguagem AdvPL, que trouxe maior flexibilidade e possibilitou a evolução contínua de seus sistemas.
Em 2001, em colaboração com Ernesto Haberkorn e Fernando Cícero, Laércio lançou o livro Genoma Empresarial, que relata a história e a trajetória da Microsiga.
Em 2003, a Microsiga expandiu suas operações internacionais ao adquirir ativos da empresa mexicana Sipros, reconhecida por sua especialização no desenvolvimento e comercialização de soluções informatizadas voltadas à gestão de folha de pagamento e recursos humanos.

### Criação da TOTVS (2005)
Em 2005, a Microsiga se fundiu com a Logocenter. Neste mesmo ano, ao ler uma revista que cobria a morte do Papa João Paulo II, Laércio se deparou com a frase "Totvs tuus", que significa "Todo o meu legado é de todos". Inspirado por essa mensagem, decidiu renomear a empresa, surgindo assim a TOTVS, um dos marcos mais significativos na trajetória da companhia. O novo nome refletia a visão de compartilhar o legado da empresa com seus colaboradores, parceiros e clientes, consolidando ainda mais sua identidade e missão no mercado.
Em 2006, a TOTVS realizou seu IPO (Initial Public Offering), arrecadando R$ 460 milhões (aproximadamente US$ 213 milhões) em suas ofertas pública primária e secundária. Com isso, a empresa se tornou a primeira do setor de tecnologia da informação da América Latina a abrir seu capital, sendo listada no Novo Mercado da B3. A partir desse movimento, a TOTVS iniciou uma série de aquisições no mercado de software.
Em 2008, adquiriu a RM Sistemas por R$ 164,8 milhões. No mesmo ano, anunciou a incorporação da Datasul, em uma transação avaliada em cerca de R$ 700 milhões (US$ 437,5 milhões). Essas aquisições faziam parte de uma estratégia de consolidação no setor de software no Brasil.
Em 2009, foi criado o Universo TOTVS, evento anual da companhia voltado para clientes e potenciais clientes, com o objetivo de apresentar tendências e inovações em seus sistemas e aplicações. O evento teve início no formato de roadshow, com edições itinerantes, mas foi na cidade de São Paulo que encontrou sua sede definitiva. Com o passar dos anos, consolidou-se como um dos principais encontros do setor de tecnologia no Brasil. Ainda em 2009, anunciou a aquisição da TotalBanco, fornecedora de soluções para o core business dos bancos.
Em 2010, a TOTVS expandiu suas operações para os Estados Unidos, estabelecendo uma parceria com a Universidade de Stanford. No mesmo período, a empresa alcançou um valor de mercado de US$ 1 bilhão, sendo considerada o primeiro "unicórnio" do Brasil, embora o termo ainda fosse pouco conhecido na época.
Em 2012, inaugurou o TOTVS Labs em Mountain View, no Vale do Silício, na Califórnia, que na época era o principal polo mundial de informática e inovação.
Em 2013, a TOTVS adquiriu cinco empresas: Ciashop, PRX, RMS e Webstrategie Software, Seventeen e PC Sistemas. No mesmo ano, por meio da TOTVS Venture, a empresa adquiriu participação minoritária no capital social da GoodData Corp., companhia californiana especializada em soluções de inteligência de negócios baseadas em nuvem e tecnologia de Big Data. A GoodData desenvolve ferramentas voltadas para o armazenamento, processamento e análise de grandes volumes de dados. Além disso, lançou o TOTVS Fluig, uma plataforma digital para gestão de processos e colaboração.

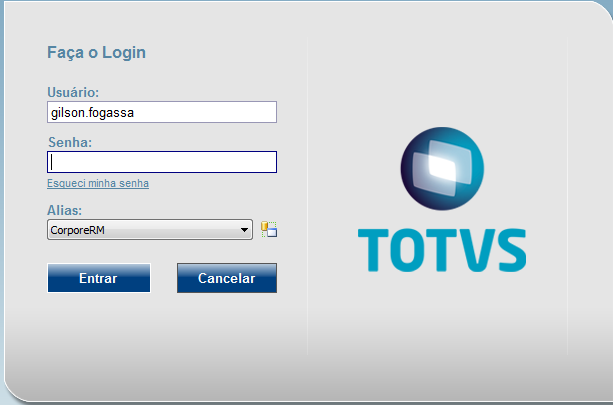
Tela de autenticação de um sistema da TOTVS em 2015

Em 2015, a TOTVS incorporou 60% do capital social da Neolog. No mês de agosto, anunciou a compra da Bematech por aproximadamente R$ 550 milhões. Neste mesmo ano, Laércio Cosentino iniciou o processo de sucessão na TOTVS, nomeando Rodrigo Kede como o novo CEO da empresa, com o objetivo de dar continuidade ao crescimento e à transformação da companhia. No entanto, no início de 2016, Kede decidiu renunciar ao cargo de CEO. Com isso, Laércio Cosentino retornou ao posto de CEO, reassumindo a liderança da TOTVS.
Em 2017, a TOTVS mudou novamente sua sede, transferindo-se para um novo prédio na Avenida Braz Leme, com 65 mil m² e capacidade para abrigar até 3 mil pessoas. A nova instalação permitiu a integração dos colaboradores da empresa, que antes estavam distribuídos em diversas unidades na cidade de São Paulo.
Em 2018, Laércio Cosentino iniciou um novo processo de sucessão, transferindo a presidência da TOTVS para Dennis Herszkowicz, que anteriormente atuava na empresa Linx. Cosentino passou a ocupar o cargo de presidente do conselho de administração da companhia.

### Múltiplas unidades de negócios (2019)
Em 2019, o laboratório de Inovação da TOTVS foi transferido para Raleigh, na Carolina do Norte, EUA. O ano também marcou o anúncio da joint venture entre a TOTVS e a VTEX, que resultou na contratação da plataforma de digital commerce por meio de toda a estrutura comercial da TOTVS e na criação da VT Comércio Digital. Em maio de 2019, a empresa vendeu o braço de hardware da Bematech por R$ 25 milhões, para a empresa Elgin.
Em 2019, a TOTVS lançou a campanha de comunicação "A TOTVS acredita no Brasil que FAZ". No mesmo ano, a empresa anunciou a criação de sua unidade de serviços financeiros, TFS (TOTVS Financial Services), com o objetivo de oferecer produtos de crédito e soluções B2B, com a aquisição da empresa Supplier por R$ 455,2 milhões.
A Totvs estruturou seu modelo de atuação no que denominou Ecossistema 3D, composto por três pilares: Gestão, Business Performance e Techfin. Essa estratégia expandiu a oferta da empresa para além dos sistemas tradicionais de gestão empresarial. No terceiro trimestre de 2019, a empresa registrou um crescimento de 26% na receita consolidada, alcançando R$ 855 milhões em comparação ao mesmo período do ano anterior.
Em 8 de abril de 2020, a TOTVS adquiriu a Wealth Systems, empresa do interior do Paraná especializada no desenvolvimento de software de CRM e força de vendas na nuvem, por R$ 27 milhões. No mesmo ano, a companhia também adquiriu a Consinco, fornecedora de soluções de gestão para o setor de varejo, por R$ 252 milhões, e a Tail Target por R$ 12 milhões de reais, além de começar a fazer parte do Ibovespa.
Em 9 de março de 2021, anunciou a compra da automatizadora de marketing RD Station por R$ 1,86 bilhão. No mesmo ano, a TOTVS anunciou a criação da Dimensa, empresa resultante de uma joint venture entre a TOTVS e a B3, com o objetivo de fornecer soluções tecnológicas para participantes do mercado financeiro. A nova empresa utilizou como base o negócio já existente da TOTVS, TFS (TOTVS Financial Services), e contou com um investimento de R$ 600 milhões por parte da B3.
No mesmo ano, a TOTVS anunciou a criação do Fundo CVC, voltado para investimentos em startups. A empresa também realizou um follow-on, levantando R$ 1,44 bilhão com a emissão de 39,77 milhões de novas ações ordinárias.
Em 2022, a TOTVS anunciou uma joint venture com o Itaú Unibanco, resultando na criação da TOTVS Techfin, com foco na distribuição de serviços financeiros integrados aos sistemas de gestão da TOTVS. A iniciativa utiliza inteligência de dados e é voltada para clientes empresariais, bem como para toda a sua cadeia de fornecedores, clientes e funcionários. O principal objetivo da nova companhia é ampliar, simplificar e democratizar o acesso a serviços financeiros personalizados e totalmente integrados aos sistemas de gestão (ERP). No mesmo ano, anunciou a aquisição da empresa Feedz por R$ 66 milhões para reforçar seu portifólio de soluções para recursos humanos.
Em 2023, a joint venture entre a TOTVS e a VTEX, VT Comércio Digital, foi desfeita. Ainda em 2023, a TOTVS adquiriu integralmente o capital social de suas franquias TRS Gestão e Tecnologia S.A. ("TRS") por R$ 78,8 milhões, e de franquia IP São Paulo Sistemas de Gestão Empresarial Ltda. ("IP"), pelo valor de R$ 137,6 milhões. Além disso, TOTVS adquiriu 100% das operações de software da Ahgora por R$ 380 milhões. Com um portfólio 100% SaaS e com sede em Florianópolis, a Ahgora é uma das líderes de HR Tech no Brasil, tendo como destaque suas soluções de registro de ponto eletrônico por reconhecimento facial validado por inteligência artificial, gestão de escalas e controle de frequência e jornadas.
Em 2024, a TOTVS lançou a campanha publicitária "O Brasil, que faz, faz com TOTVS", acompanhada de um filme publicitário estrelado por Marília Gabriela. A campanha, que partiu da ideia de que "Tem TOTVS em tudo", foi protagonizada por clientes e destacou a presença da empresa em diversos segmentos e regiões do Brasil. Como desdobramento da campanha, a TOTVS assinou um contrato para os direitos de nome das estações de desembarque do Aeroporto de Congonhas, em São Paulo, administrado pela Aena Brasil. No fim do mesmo ano, a TOTVS adquiriu a VarejoOnline por R$ 49 milhões, uma empresa de Joinville especializada em software para gestão de ponto de vendas.

### Rebranding e compra da Linx (2025)
Em março de 2025, a companhia anunciou a venda de sua participação integral de 80% na empresa RJ Participações para a ClickBus, pelo valor de R$ 49 milhões. A RJ Participações havia sido adquirida juntamente com a aquisição da Bematech.
Em junho de 2025, a TOTVS anunciou a reformulação de sua identidade visual durante o evento anual Universo TOTVS, atualizando a marca institucional e as identidades visuais de suas três unidades de negócios: TOTVS Gestão, TOTVS Techfin e RD Station. A mudança visou consolidar uma identidade unificada, refletindo a integração das operações e uma cultura corporativa comum. A TOTVS Gestão concentra soluções de ERP, RH, computação em nuvem e sistemas especializados para 12 segmentos econômicos, incluindo agro, saúde, varejo e construção. A TOTVS Techfin oferece serviços financeiros integrados aos ERPs, com foco em crédito, pagamentos e soluções personalizadas, buscando aliar gestão e finanças de forma eficiente. Já a RD Station atua com ferramentas de marketing digital, CRM e e-commerce, apoiando empresas na geração de resultados por meio da tecnologia e multicanalidade.
Em julho de 2025, a Linx Participações foi adquirida pela TOTVS por R$ 3,05 bilhões, em uma transação que envolveu parte do portfólio de software da companhia e será financiada com recursos próprios e dívida a ser contratada. A operação depende da aprovação do Conselho Administrativo de Defesa Econômica (Cade), do cumprimento de condições regulatórias e da aprovação dos acionistas.
A aquisição marca o desfecho de um histórico de interesse estratégico da TOTVS pela empresa. Em 2020, a Linx foi comprada pela StoneCo por R$ 6,7 bilhões, após uma disputa envolvendo também a TOTVS, que chegou a apresentar proposta pela companhia. Embora tenha sido superada na época, a TOTVS voltou a demonstrar interesse pela Linx no final de 2024. As negociações foram inicialmente encerradas em fevereiro de 2025, mas retomadas em caráter exclusivo em abril, resultando no acordo formal de compra celebrado em julho.

## Histórico de aquisições e vendas
Desde a sua fundação, a TOTVS realizou mais de 50 operações de aquisição, venda e joint ventures relacionadas aos seus negócios, refletindo uma estratégia de expansão e reestruturação ao longo de sua trajetória.
| Data       | Empresa                            | Operação                                                                | Ref.    |
| ---------- | ---------------------------------- | ----------------------------------------------------------------------- | ------- |
| 09/06/2025 | Agger                              | Compra da totalidade pela Dimensa                                       | [ 104 ] |
| 11/06/2024 | VarejOnline                        | Compra da totalidade                                                    | [ 105 ] |
| 07/05/2024 | RD Station                         | Compra da totalidade (passando a deter 100%)                            | [ 106 ] |
| 01/02/2024 | Quiver                             | Compra da totalidade pela Dimensa                                       | [ 107 ] |
| 30/11/2023 | Ahgora                             | Compra da totalidade                                                    | [ 108 ] |
| 31/10/2023 | IP                                 | Compra da totalidade                                                    | [ 109 ] |
| 03/07/2023 | TRS                                | Compra da totalidade                                                    | [ 110 ] |
| 05/06/2023 | Exact Sales                        | Compra da totalidade                                                    | [ 111 ] |
| 15/05/2023 | LEXOS                              | Compra da totalidade                                                    | [ 112 ] |
| 31/08/2022 | FEEDZ                              | Compra de 60%                                                           | [ 113 ] |
| 17/08/2022 | RBM                                | Compra da totalidade pela Dimensa                                       | [ 114 ] |
| 02/08/2022 | Tallos                             | Compra da totalidade                                                    | [ 115 ] |
| 12/04/2022 | TOTVS TECHFIN                      | Criação de joint venture com o Itaú                                     | [ 116 ] |
| 04/04/2022 | GESPLAN                            | Compra da totalidade                                                    | [ 117 ] |
| 29/03/2022 | Vadu                               | Compra da totalidade pela Dimensa                                       | [ 118 ] |
| 31/01/2022 | Mobile2you                         | Compra da totalidade pela Dimensa                                       | [ 119 ] |
| 10/01/2022 | InovaMind                          | Compra da totalidade Dimensa                                            | [ 120 ] |
| 12/07/2021 | Dimensa                            | Subscrição de participação minoritária (37,5%) pela B3 na joint venture | [ 121 ] |
| 09/03/2021 | RD Station                         | Compra de 92% do capital social                                         | [ 80 ]  |
| 29/12/2020 | Tail Target Tecnologia             | Compra da totalidade                                                    | [ 122 ] |
| 08/04/2020 | Wealth Systems                     | Compra da totalidade                                                    | [ 123 ] |
| 27/12/2019 | Consinco                           | Compra da totalidade                                                    | [ 124 ] |
| 06/11/2019 | Bematech International Corporation | Venda da totalidade da operação de hardware na Ásia                     | [ 125 ] |
| 28/10/2019 | Supplier                           | Compra de 88,8%                                                         | [ 126 ] |
| 24/10/2019 | Bematech Hardware                  | Venda da totalidade                                                     | [ 127 ] |
| 31/07/2019 | Ciashop                            | Venda de 70,47%                                                         | [ 128 ] |
| 01/08/2016 | Resultados em Outsorcing           | Venda da totalidade                                                     | [ 129 ] |
| 03/09/2015 | Bematech                           | Reorganização societária, resultando em 100% da Bematech                | [ 130 ] |
| 11/05/2015 | TOTVS Agro e P2RX                  | Compra dos 40% remanescentes (passando a deter 100%)                    | [ 131 ] |
| 11/02/2015 | Neolog                             | Compra de 60%                                                           | [ 132 ] |
| 21/05/2014 | Virtual Age                        | Compra da totalidade                                                    | [ 133 ] |
| 02/12/2013 | Ciashop                            | Compra de 68,5%                                                         | [ 134 ] |
| 25/11/2013 | Seventeen                          | Compra da totalidade                                                    | [ 135 ] |
| 16/07/2013 | RMS e Webstrategie                 | Compra da totalidade                                                    | [ 136 ] |
| 19/04/2013 | PRX e P2RX                         | Compra de 60% (participação majoritária)                                | [ 137 ] |
| 24/01/2013 | PC Sistemas                        | Compra da totalidade                                                    | [ 138 ] |
| 31/03/2011 | Totalbanco                         | Compra de 30% (passando a deter 100%)                                   | [ 139 ] |
| 04/01/2011 | Gens                               | Compra da totalidade                                                    | [ 140 ] |
| 24/11/2010 | Mafipa                             | Compra da totalidade                                                    | [ 141 ] |
| 02/08/2010 | SRC                                | Compra da totalidade                                                    | [ 142 ] |
| 01/06/2010 | TQTVD                              | Compra de 45% (passando a deter 100%)                                   | [ 143 ] |
| 29/04/2010 | Softeam                            | Venda da totalidade                                                     | [ 144 ] |
| 05/01/2010 | Midbyte                            | Compra de 30% (passando a deter 100%)                                   | [ 145 ] |
| 05/01/2010 | M2S e M2I                          | Compra da totalidade                                                    | [ 146 ] |
| 14/10/2009 | Hery                               | Compra da totalidade                                                    | [ 147 ] |
| 13/10/2009 | TotalBanco                         | Compra de 70%                                                           | [ 148 ] |
| 03/09/2009 | YMF                                | Compra de 20% (passando a deter 100%)                                   | [ 149 ] |
| 09/09/2009 | Tools                              | Compra de 10% (passando a deter 100%)                                   | [ 150 ] |
| 01/06/2009 | Resultados em Outsorcing           | Compra de 40% (passando a deter 100%)                                   | [ 151 ] |
| 19/08/2008 | Datasul                            | Reorganização societária, resultando em 100% da Datasul                 | [ 152 ] |
| 01/07/2008 | Setware                            | Compra da totalidade                                                    | [ 153 ] |
| 10/12/2007 | BCS                                | Compra da totalidade                                                    | [ 154 ] |
| 29/11/2007 | IOSSTS                             | Compra da totalidade                                                    | [ 155 ] |
| 29/11/2007 | Midbyte                            | Compra de 70%                                                           | [ 156 ] |
| 29/11/2007 | TQTVD                              | Criação de joint venture com a Quality                                  | [ 156 ] |
| 12/04/2006 | RM Sistemas                        | Compra da totalidade                                                    | [ 157 ] |
| 16/02/2005 | Logocenter                         | Compra da totalidade                                                    | [ 36 ]  |
| 16/02/2005 | Sipros                             | Compra da totalidade                                                    | [ 34 ]  |

## Responsabilidade social
Desde 2014, a empresa é signatária do Pacto Global das Nações Unidas, comprometendo-se com princípios universais nas áreas de direitos humanos, trabalho, meio ambiente e combate à corrupção. Também aderiu ao Pacto Empresarial pela Integridade e Contra a Corrupção, do Instituto Ethos, e participa de grupos de trabalho voltados à integridade corporativa.
No campo social, a TOTVS é mantenedora do Instituto da Oportunidade Social (IOS), organização sem fins lucrativos criada em 1998. O IOS oferece capacitação profissional gratuita para jovens e pessoas com deficiência, com foco em tecnologia, administração e áreas afins.
Em 2023, a empresa foi incluída em rankings de responsabilidade social e ambiental, como o Merco Responsabilidade ESG (4º lugar no setor de tecnologia) e o Anuário Integridade ESG 2024, da Fundação Getulio Vargas (FGV). No mesmo ano, realizou um aporte e estabeleceu parcerias estratégicas com a startup Deep ESG, voltada ao desenvolvimento de soluções tecnológicas para gestão ESG.

## AdvPL e TL++
AdvPL (Advanced Protheus Language) é uma linguagem de programação desenvolvida pela TOTVS em 1999 para a personalização e expansão de seus sistemas de gestão, especialmente o ERP TOTVS Protheus. A busca pela criação de uma nova linguagem começou em 1994, com o objetivo de proporcionar maior controle sobre a tecnologia utilizada. Sua flexibilidade permitiu a adaptação dos sistemas às necessidades específicas de diferentes setores, tornando-se um dos principais diferenciais competitivos da empresa. Com mais de 30 milhões de linhas de código ativas, possibilita a criação de módulos personalizados e a integração com outras tecnologias, como portais, aplicativos e web services, ampliando sua aplicabilidade no ambiente corporativo.
Em 2019, a linguagem evoluiu para TL++ (TOTVS Language Plus Plus), introduzindo melhorias estruturais, como tipagem aprimorada de variáveis, ampliação do limite de caracteres e suporte a testes unitários. Apesar das mudanças, o TL++ manteve compatibilidade com o AdvPL, permitindo que sistemas desenvolvidos em ambas as versões interajam sem necessidade de reescrita completa. Com a expansão das soluções baseadas em nuvem, a empresa tem adotado uma arquitetura de microsserviços, permitindo a combinação de diferentes linguagens para o desenvolvimento de sistemas escaláveis e flexíveis.

## Prêmio TOTVS Brasil que FAZ
O "Prêmio TOTVS Brasil que FAZ" é uma premiação criada em 2022 pela TOTVS para reconhecer clientes que obtiveram sucesso em seus negócios por meio do uso das soluções tecnológicas da empresa. O prêmio é realizado anualmente e tem como objetivo destacar a importância da digitalização e da inovação na melhoria dos resultados empresariais.
A premiação contempla diversas categorias, abrangendo setores como Saúde, Construção, Logística, Educação, Manufatura, Supermercados e Varejo, além de categorias especiais como Marketing & Vendas, Inovação e Recursos Humanos. Os projetos inscritos são avaliados com base em critérios como digitalização, inovação e impacto financeiro. Os vencedores são anunciados durante o Universo TOTVS, evento promovido pela empresa para apresentar novidades e tendências do setor de tecnologia.

### Versões internacionais
Além da edição brasileira, a TOTVS realizou a premiação para o cenário internacional em 2022, lançando o "Premio TOTVS Argentina que HACE", "Premio TOTVS Colombia que HACE" e "Premio TOTVS Mexico que HACE". Mantendo o propósito de incentivar a digitalização e a inovação nos negócios, essas premiações reconhecem empresas que utilizam a tecnologia da TOTVS para impulsionar seu crescimento e aprimorar seus resultados.

Cada edição internacional é ajustada às particularidades do mercado local, com categorias e critérios de avaliação alinhados às demandas regionais. Os vencedores são selecionados por um comitê de especialistas e anunciados em eventos promovidos pela TOTVS em cada país, reforçando o compromisso da empresa com a transformação digital na América Latina.